# 1er régiment d'infanterie provisoire
Pour les articles homonymes, voir 1er régiment.
Le 1er régiment d'infanterie provisoire est un régiment d'infanterie français créé en 1871 devenu en 1872 le 101e régiment d'infanterie de ligne.

## Création et différentes dénominations
- 27 mars 1871 : création du 1er régiment d'infanterie provisoire
- 10 avril 1872 : prend la dénomination de 101e régiment d'infanterie

## Colonel
- 1871 : Alexis Hubert de La Hayrie

## Historique des garnisons, combats et batailles

### Création
« L'an mil huit cent soixante et onze, le huit avril, Vu l'instruction ministérielle du 27 mars 1871, prescrivant l'organisation du régiment d'infanterie provisoire par la réunion des militaires rentrant des prisons de l'ennemi, le général de division chargé de l'organisation desdits régiments a fait réunir les officiers devant composer les cadres du 1er régiment provisoire ».
Conformément à l’instruction ministérielle du 27 mars 1871, le  1er régiment provisoire comprend :
- 1 colonel : M. de la Hayrie, du régiment des zouaves de l'ex-garde impériale.
- 1 lieutenant-colonel provenant du 34e de ligne.
- 3 chefs de bataillon provenant des 3e régiment de zouaves, 3e grenadiers et 81e de ligne.
- 3 capitaines adjudants-majors : provenant des 1er régiment de grenadiers, 97e de ligne et 95e de ligne.
- 1 officier payeur lieutenant provenant du 7e de ligne.
- 18 compagnies réparties en 3 bataillons qui furent fournies par les 7e, 54e, 62e, 63e, 81e, 84e, 85e, 86e, 88e, 95e, 96e, 97e régiments d'infanterie, zouaves de la Garde impériale, 1er et 3e régiments de grenadiers de la Garde impériale et 1er, 2e, 3e et 4e régiments de voltigeurs de la Garde impériale[1].

### Ordre du régiment
« Sous-officiers, caporaux et soldats, vous allez former le 1er régiment provisoire. Pendant que vous subissiez les rigueurs de l'exil et de la captivité, des misérables ont surpris un instant la France désarmée et ont ajouté le fléau de la guerre civile à tous nos malheurs. 
D'accord avec l’étranger, ils veulent plonger notre chère patrie dans l'abîme.
Dans les circonstances suprêmes où nous nous trouvons, il est de toute nécessité que les gens de cœur mettent leur bras au service du gouvernement.
On va donc vous donner des habits, des équipements et des armes, et vous demander un effort pour sauver le pays ; cinq corps d’armée, formés sur différents points du territoire avec les soldats qui reviennent d'Allemagne, vont, aller se joindre à l'armée de Versailles pour écraser à Paris ceux qui n'ont pas craint de renverser le drapeau tricolore, pour leur substituer le drapeau rouge qui est celui du sang et de l'assassinat.
Vous aviez besoin de repos ; déjà depuis longtemps, beaucoup d’entre vous seraient rendus à leurs foyers, sans les mauvais citoyens qui se sont insurgés dans la capitale ; on
eût déjà aussi commencé à se réorganiser, à guérir, dans la paix, les blessures de la patrie ; les droits de chacun de vous auraient été satisfaits ; vos médailles, vos pensions, vos primes de rengagement auraient été réglées en temps utile.
 Pour cela, il faut l'ordre ; c’est par votre courage que nous l'obtiendrons.
 Vous serez impitoyables envers les insurgés ainsi qu'envers les traîtres, qui ont eu l'infamie de quitter les rangs pour tirer sur l'armée.

Vous êtes commandés par des généraux et des officiers qui, tous sans exception, viennent de partager avec vous les douleurs de la captivité et qui, au premier cri d'alarme, se sont empressés de mettre leur épée au service du gouvernement.
 Rappelez-vous que la discipline fait la force des armées ; obéissez sans arrière-pensée aux ordres de vos chefs, et bientôt la patrie sera sauvée et vous aurez acquis de nouveaux titres à la reconnaissance du pays.

Cambrai, le 10 avril 1871. Le colonel, Signé : de la Hayrie. »

### Opérations autour de Paris
Le 18 avril 1871, le régiment reçoit ordre de venir prendre, à Versailles, sa place dans l'armée de Paris, commandée par le maréchal de Mac-Mahon.
Il quitte Cambrai le 18 avril, en deux colonnes, par les voies ferrées, et arrive le 19 au camp de Satory. Il fait partie du 5e corps, général Clinchant, 1re division sous les ordres du général Duplessis, 1re brigade sous les ordres du général de Courcy rassemblée pour rétablir l'ordre dans Paris et réprimer l'insurrection de la Commune.
Le 2 mai, le régiment quitte le camp de Satory pour aller, avec tout le corps d'armée, concourir aux travaux du second siège de Paris (forts de la rive gauche) et arrive au bivouac de Bel-Air, près de Bièvre, le même jour.
Du 2 au 10 mai, il prend part aux travaux et attaques qui ont pour objectif la chute du fort d'Issy, sur une ligne s'étendant de Bagneux à Clamart.
Le 11 mai, le 5e corps d'armée quitte les attaques de la rive gauche et va renforcer, au camp du bois de Boulogne, les attaques de droite, dirigées par le Général de Ladmirault, commandant le 1er corps. Il prend part à toutes les opérations qui ont pour but la prise de Paris, jusqu'au 22 au matin.

### Semaine sanglante

#### 22 mai
Le 22 mai, à 5 heures du matin, le régiment entre dans Paris par la porte de Passy, sauf la 2e section de la 6e compagnie du 3e bataillon, qui reste de garde à la poudrière de la cascade du bois de Boulogne.
Le régiment, formé en colonne par demi-section, suit les remparts jusqu'à la porte Dauphine, entre dans l'avenue de l'Impératrice et s'arrête au pied de l'arc de triomphe de l'Étoile, en attendant le reste de la 1re brigade. Lorsque celle-ci est arrivée tout entière, les 5e et 6e compagnies du 2e bataillon, descendent l'avenue de la Grande-Armée et s'emparent des barricades de la porte Maillot et des ouvrages avancés, malgré la résistance d'un millier d'insurgés (zouaves de la commune), qui sont refoulés jusque dans Neuilly.
Le drapeau rouge est enlevé du sommet de la barricade, et l'étendard aux trois couleurs y est planté, au milieu d’une grêle de balles. Vers 7 heures, à la porte de Villiers, les fils télégraphiques reliant le centre de Paris
à Neuilly est coupé et le 2e bataillon capture 71 pièces de tout calibre, canons et mitrailleuses, 200 fusils ainsi qu'un matériel considérable 
Pendant ce temps, le 1er bataillon, suivi des 2 premières compagnies du 2e bataillon, recevait l'ordre de fouiller avec soin toute la portion du 17e arrondissement comprise entre l'avenue de la Grande-Armée, les fortifications et l'avenue de Wagram, ayant pour objectif les défenses formidables établies par les insurgés place Pereire, portes Bineau, de la Révolte, Courcelles et d'Asnières et le parc Wagram.
Le 3e bataillon, suivant l'avenue de Wagram, puis le boulevard de Courcelles jusqu'au parc Monceau, appuyait ainsi le mouvement général du régiment.
Étant arrivé au point d'intersection de l'avenue d'Essling avec la route des Ternes et de la rue de Villiers, le colonel, sachant que les portes des Ternes et de Villiers étaient occupées par les compagnies de gauche du 2e bataillon, jeta une section sur la droite dans la direction de la place Pereire par la rue Pierre-Demours, ainsi qu'une compagnie se dirigeant sur le même point par la rue de Louvain, le reste de la colonne marchant sur la porte Bineau par la rue Bayen. Au point de rencontre du boulevard intérieur et de la rue Bayen, un feu terrible de mousqueterie, partant du poste-caserne du bastion 49 et des ouvrages en terre de la porte Bineau, accueillit la tête de la colonne. À la sonnerie de la charge, le 1er bataillon s'élança sur les ouvrages des communards, pendant que la 1re compagnie du 2e bataillon enlevait le poste-caserne du bastion 49. L'assaut du 1er bataillon fut irrésistible, en quelques minutes la porte Bineau avec toutes ses défenses était tombée et les cadavres des insurgés couvraient le terrain, de nombreux prisonniers étaient faits, et les communards éperdus fuyaient à toutes jambes, cherchant un refuge dans le village de Levallois, vive ment accompagné par un feu à volonté dirigé par les hommes du 1er bataillon qui, instinctivement, avaient gravi le rempart et couronné les parapets.
En même temps, les formidables défenses de la place Pereire tournées par la droite et par la gauche, en même temps qu'abordées de front par les 2e et 6e compagnies du 1er bataillon, tombaient également. La prise de cette importante position amena celle du parc d'artillerie de Courcelles, où l'on trouva plus de 20 pièces de canon, dont quelques mitrailleuses, un matériel considérable et des munitions de guerre en grande
quantité, 238 prisonniers de l'armée, faits le 18 mars, et qui n’avaient pas voulu servir la Commune, sont délivrés.
Les ponts-levis des portes Bineau et de la Révolte furent levés, et la 2e compagnie du 2e bataillon occupa cette position. Le reste du 2e bataillon suivit les remparts, s’empara de la porte de Courcelles et continua à s'avancer jusqu'au poste-caserne du bastion 46, occupé par quelques insurgés, et s'en empara.

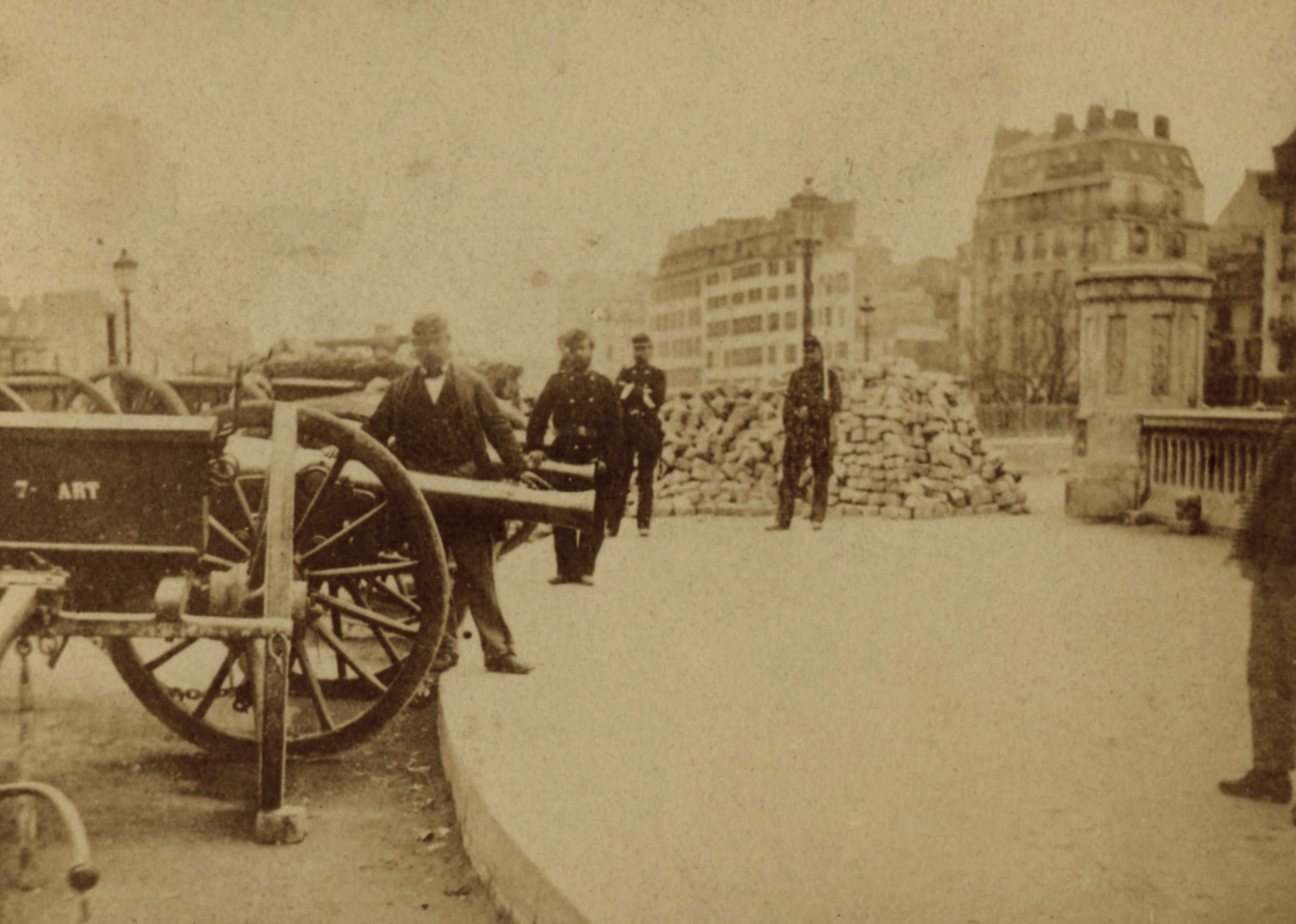
Barricade du boulevard de Clichy

Le 1er bataillon,  arrivait au même moment au pas de course, par l'avenue Gourgaud et le boulevard Berthier, et, après avoir essuyé une vive fusillade, s'emparait de la porte d'Asnières et de l'ouvrage en terre qui défendait la rue d'Asnières, lequel fut occupé aussitôt par la 3e compagnie du 1er bataillon, pendant que 2 compagnies, se prolongeaient le long des remparts en prenant position sur le chemin de fer et dans les magasins de la gare pour prévenir tout retour offensif.
11 canons ou obusiers à âme lisse, dont plusieurs encore chargés, ainsi qu'un grand nombre de pièces de position, furent pris.
L'irruption du régiment dans l'intérieur des fortifications avait été si prompte, que les insurgés qui défendaient le village d'Asnières n'avaient pas eu le temps d'abandonner leurs positions. Ils voulurent rentrer par la porte d'Asnières au moment où le 1er régiment d'infanterie provisoire venait de la prendre. Deux compagnies déployées le long des remparts ouvrirent sur eux un feu des plus nourris. Ils
s’enfuirent à toutes jambes vers la porte de Clichy et le chemin de fer de l'Ouest, laissant un grand nombre de morts sur le terrain.
Les compagnies qui avaient pris la place Pereire avaient placé des avant-postes jusqu'au boulevard Malesherbes et la place de Wagram. Le 3e bataillon avait déblayé le terrain jusqu'au parc Monceau, malgré une fusillade assez vive sur le boulevard de Courcelles, avait occupé le parc et se reliait avec le gros du régiment par sa gauche. Il resta une heure environ dans cette position et revint ensuite se rallier au régiment place Pereire.
Il était 11 heures environ; le 1er provisoire était maître de la moitié du 17e arrondissement, et fortement retranché sur les positions conquises.
Le reste des troupes du 5e corps d'armée, à partir de l'Arc de triomphe, avait occupé pendant ce temps-là le faubourg Saint-Honoré jusqu’au boulevard Haussmann, l'avenue de Messine, le parc Monceau, le boulevard Malesherbes jusqu'à Saint-Augustin, et avait enlevé le collège Chaptal sur le boulevard des Batignolles, position fortement retranchée sur laquelle les insurgés comptaient pour défendre le 17e arrondissement et la barricade de la barrière de Clichy, une des principales avancées de Montmartre.
Vers 5 heures du soir, le régiment est relevé par des troupes de la division Grenier (corps Ladmirault) et va bivouaquer boulevard de Neuilly et y passe la nuit du 22 au 23.

#### 23 mai
Le mardi 23 mai, à 4 heures du matin, le régiment était formé en avant du parc Monceau. Il resta en réserve, opérant le désarmement des Batignolles et de nombreuses arrestations.
À midi, le 3e bataillon fut envoyé pour soutenir le 2e régiment d'infanterie provisoire au collège Chaptal et prit part aux diverses opérations de la place de Clichy sous les ordres du général de Courcy.
Le soir, le régiment rejoignit le reste de la brigade, place de Clichy, et vint s'établir ensuite rue Blanche, où il bivouaque. En y arrivant, les deux premières compagnies du 1er bataillon prêtent la main aux troupes qui attaquaient les barricades de la rue de la Chaussée-d'Antin et occupent militairement l'église de la Trinité.

#### 24 mai

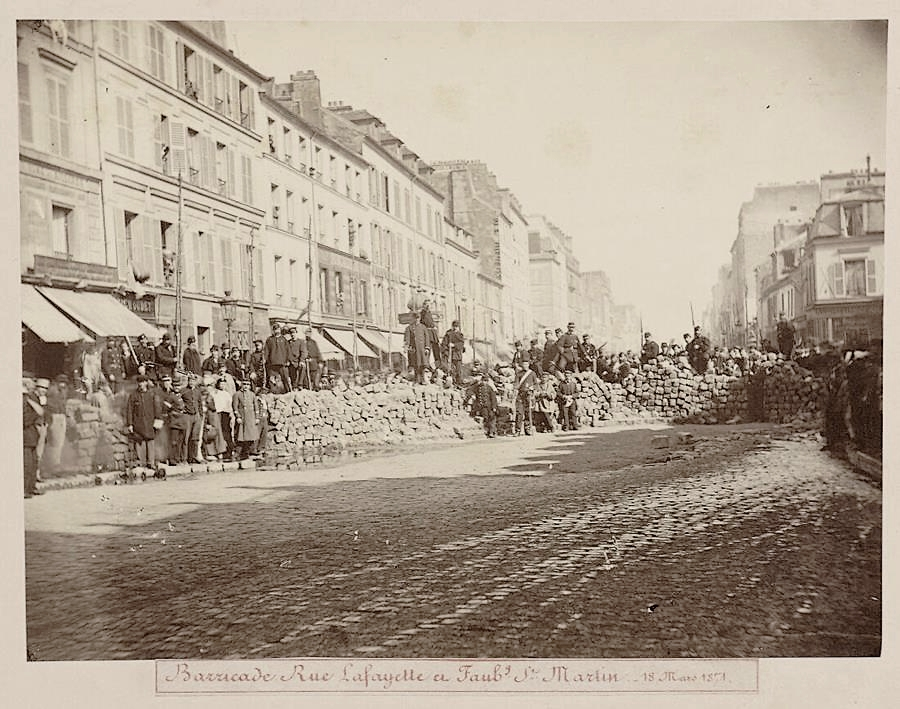
Barricade de la rue Lafayette/rue du Faubourg-Saint-Martin

Le 24 mai, à midi, le régiment tout entier (sauf la 6e compagnie du 1er bataillon, qui reste pour occuper le collège Chaptal, rue Blanche) prend les armes, suit la rue de Châteaudun jusqu'à son point d'intersection avec la rue Lafayette ou, les 1re et 2e compagnies occupent rapidement les deux dernières maisons et dirigent immédiatement, des étages supérieurs, un feu nourri et d'enfilade sur les barricades qui défendent la rue Lafayette,  et qui sont soutenues par la caserne de la Nouvelle-France à droite, l'église Saint-Vincent-de-Paul à gauche, et la maison solidement établie de Debain (facteur de pianos-orgues) en face, place Lafayette.
Un feu nourri part de toutes les positions des insurgés. Le régiment s'élance alors au pas de charge et enlève à la baïonnette toutes les barricades qui étaient devant lui jusqu'à la place Lafayette, et s'y maintient en continuant le feu contre les défenses plus avancées, qui finissent par tomber par suite des mouvements tournants exécutés sur la gauche et sur la droite par des régiments du 5e corps.
Le 3e bataillon reçut l'ordre du général Clinchant d'aller occuper la rue du Faubourg-Montmartre. La 5e compagnie de ce bataillon prit position sur le boulevard Poissonnière et prit une part active à la prise de la barricade de la porte Saint-Denis, une autre garda le débouché de la rue Bergère, une troisième surveilla le faubourg Montmartre, une autre section fut placée rue de Montyon, et les 1re et 4e compagnies du bataillon formèrent la réserve.
À 8 heures du soir, le 3e bataillon releva divers postes occupés par les 13e et 14e régiments d'infanterie provisoire et eut pendant la
nuit jusqu’au lendemain à midi une situation sérieuse et difficile pour protéger les travaux d’approche et de communications faits pour l'attaque du Château-d'Eau.
Le régiment (1er et 2e bataillons) passe la nuit rue du Faubourg-Poissonnière.

#### 25 mai
Le 25 mai, le régiment se porte sur le boulevard de Strasbourg, dégage toutes les rues avoisinantes, ainsi que la mairie du 10e arrondissement, et campe
boulevard de Strasbourg, entre la rue du Château-d'Eau et le boulevard Saint-Martin.

#### 26 mai
Le régiment est au complet par suite de la rentrée du 3e bataillon : 
- une compagnie occupe la mairie du 10“ arrondissement,
- une autre compagnie occupe le passage Brady.

On commence le désarmement du quartier et l'on opère un grand nombre d'arrestations.

#### 27 mai
Le 27 mai, le 1er régiment provisoire reste dans ses positions de la veille et continue la mission de désarmement qui lui est confiée.
Le soir, vers 6 heures, le 2e bataillon est détaché en entier et va occuper la rue Albouy, en réserve derrière le 2e régiment d'infanterie provisoire qui occupe la caserne du Prince-Eugène, place de la République.
Ce bataillon a pour mission de surveiller le canal Saint-Martin, de désarmer la portion du 10e arrondissement comprise entre la rue du Château-d'Eau et le canal Saint-Martin.

#### 28 mai
Le 28 mai, rien n'est changé dans la situation du corps.

#### 29 mai
Le 29 mai, le régiment rentre à Versailles au milieu des acclamations de la population.
La 6e compagnie du 1er bataillon reste plusieurs jours au collège Chaptal, rue Blanche et opère et termine complètement le désarmement du quartier et y fait un grand nombre d'arrestations.

#### Après la prise de Paris
Les pertes éprouvées, tant pendant le siège de Paris que pendant l'action dans la capitale, s’élèvent à 94 :
- Tués : 10
- Blessés : 83
- Disparu : 1

Un décret du président de la République en date du 10 avril 1872 ayant prescrit que les régiments provisoires devenaient définitifs et prendraient la dénomination de régiment de ligne avec un numéro de série, le « 1er régiment d'infanterie provisoire » prend la dénomination de 101e régiment d'infanterie de ligne.